# هيل براون
هيلين (هيل) براون (بالألمانية: Helene „Hel“ Braun ) (3 يونيو 1914-15 مايو 1986) عالمة رياضيات ألمانية متخصصة في نظرية الأعداد والأشكال النمطية. وصفت سيرتها الذاتية بعنوان بداية مهنة علمية، تجربتها كعالمة تعمل في مجال يسيطرعليه الذكور في ذلك الوقت، وقت الرايخ الثالث. وهي معروفة بإثبات تقارب متسلسلة آيزنشتاين.

## المسار العلمي
درست هيل الرياضيات في جامعة ماربورغ من عام 1933 إلى عام 1937. في عام 1937 عملت مع كارل لودفيش سيغل في فرانكفورت لدراسة تحلل الأشكال التربيعية إلى مربعات. أطروحتها بعنوان Über die Zerlegung quadratischer Formen in Quadrate، أشرف عليها أيضًا جورج أومان. بعد الانتهاء من الدكتوراه، أخذها كمساعد علمي قبل أن تصبح أستاذة لقوم بتدريس نظرية الصور التفاضلية في عام 1940.
أصبحت محاضرة في جامعة غوتينغن في عام 1941، وأصبحت أستاذة متفرغة في عام 1947. ومن عام 1947 حتى عام 1948، أصبحت عضوة في معهد الدراسات المتقدمة.
في عام 1951، انتقلت هيل براون وأصبحت أستاذة في جامعة هامبورغ حيث التقت وعملت مع إميل أرتين وغيره من علماء الرياضيات المشهود لهم دوليًا في ذلك الوقت.

## حياتها الشخصية
لم تتزوج براون أبدًا، ولكن في الستينيات عندما كانت أستاذة في جامعة هامبورغ، شاركت شقة مع إميل أرتين، وكانت علاقتهما تعادل الزواج وفقًا لكل من يعرفهما. وبعد تقاعدها في عام 1981، عاشت بقية حياتها في هامبورغ.

## منشورات مختارة
تم نشر قائمة منشورات هيل براون من قبل هيلموت ستريد في مرجعه، المجلد الحادي عشر، العدد 4، 1987. وقد كتبت كتابين هما:
- Braun, Hel; Koecher, Max (1966), Jordan-Algebren [Jordan Algebras], Die Grundlehren der mathematischen Wissenschaften in Einzeldarstellungen mit besonderer Berücksichtigung der Anwendungsgebiete (in German), 128, Berlin: Springer-Verlag
- Braun, Hel (1989), Koecher, Max (ed.), Eine Frau und die Mathematik 1933–1940: der Beginn einer wissenschaftlichen Laufbahn [A Woman and Mathematics 1933–1940: The beginning of a scientific career] (in German), Berlin: Springer-Verlag

## وصلات خارجية
Photos of Hel Braun in the Oberwolfach Photo Collection